# Pseudorana sangzhiensis
Pseudorana sangzhiensis är en groddjursart som först beskrevs av Shen 1986.  Pseudorana sangzhiensis ingår i släktet Pseudorana och familjen egentliga grodor. IUCN kategoriserar arten globalt som otillräckligt studerad. Inga underarter finns listade i Catalogue of Life.
Arten har fått sitt namn från orten Sangzhi i Hunan-provinsen i södra Kina.